# Nelė Žilinskienė
Nelė Žilinskienė z domu Savickytė (ur. 29 grudnia 1969 w Telszach) – litewska lekkoatletka, skoczkini wzwyż. Trzykrotna olimpijka (1992, 1996, 2000).

## Sukcesy
- srebro Uniwersjady (Buffalo 1993)
- brązowy medal Mistrzostw Europy w Lekkoatletyce (Helsinki 1994)
- 6. miejsce w Igrzyskach olimpijskich (Atlanta 1996)
- 10 tytułów mistrzyni Litwy na stadionie

## Rekordy życiowe
- Skok wzwyż (stadion) – 1,96 m (1994 & 1995 & 1996); rekord Litwy
- Skok wzwyż (hala) – 1,95 m (1997); wynik ten był do 2014 rekordem Litwy[1]